# Sam Roberts
Sam Roberts é um cantor canadense, que nasceu em 2 de outubro de 1974.

## Discografia
Álbuns de estúdio
- Brother Down (2000)
- We Were Born in a Flame (2003)
- Chemical City (2006)
- Love at the End of the World (2008)